# Rebelión Taiping
La Rebelión Taiping fue una guerra civil con grandes connotaciones religiosas y sociales, que ocurrió en China entre los años de 1850 y 1864, en la que se enfrentaron las fuerzas imperiales de la dinastía Qing y el Reino Celestial de la Gran Paz (en chino tradicional: Tàipíng Tiānguó, 太平天國, Wade-Giles: T'ai-p'ing t'ien-kuo), que ocupó durante el conflicto zonas importantes del sur de China. 
El Reino Celestial de la Gran Paz fue un estado teocrático de origen revolucionario, gobernado por un profesor de la etnia hakka llamado Hong Xiuquan, que mezclando diversas doctrinas religiosas creó a Los Adoradores del Emperador (ya que su nombre en chino es Bài Shàngdì Huì, siendo Shangdi el Dios supremo del shenismo, que traducido al castellano es Emperador), con los cuales conquistó las provincias Anhui, Hubei, Jiangxi, Zhejiang y Jiangsu, de las que se proclamó rey y como el nuevo Mesías, siendo hermano menor de Jesucristo e hijo de Shangdi, quería erradicar el culto al demonio y restablecer el Mandato del Cielo.
Las fuentes más fiables estiman el total de muertes en 20 millones de personas, aunque algunas fuentes reclaman que la cantidad de muertos llegó a 50 millones; llegando a considerarse este conflicto como la guerra más sangrienta previa a la Segunda Guerra Mundial.
Solo la intervención de las potencias occidentales a favor del Imperio Qing, el repentino suicidio de Xiuquan en 1864 y la incapacidad de su sucesor, fueron las razones que menguaron la rebelión; sin embargo, dejaba evidencia de la volatilidad social y económica que sufría China durante la segunda mitad del siglo XIX, que desencadenaría posteriores rebeliones y derrocaría el gobierno Imperial en 1911 con la Revolución de Xinhai.

## Antecedentes
Durante el siglo XIX, la milenaria China Imperial estaba sufriendo una serie de desastres naturales, problemas económicos y sociales que estaban menguando a la población del país, junto con la intervención de las potencias occidentales, lo que estaba poniendo a prueba la capacidad del Emperador de China con su política de Mandato del Cielo, y que implicaba su poder de gobernar todo el mundo terrenal.
La primera guerra del Opio entre 1839 y 1842 en la que China tuvo que ceder Hong Kong a los británicos, y la apertura de China a los países europeos, entre otras facilidades mediante el Tratado de Nankín, demostró que el poder militar en el país estaba obsoleto comparado a otros países. La dinastía Qing, quien gobernaba China desde 1644 y que pertenecía a la minoría étnica manchú, era vista por la mayoría étnica como un gobierno ineficiente y corrupto.
Este sentimiento en contra de los manchúes se hizo más evidente en el sur, específicamente sobre la clase pobre y rural que se sentía disgustada y que depositó sus esperanzas sobre un visionario carismático de la minoría hakka cuyo nombre era Hong Xiuquan.

## El inicio

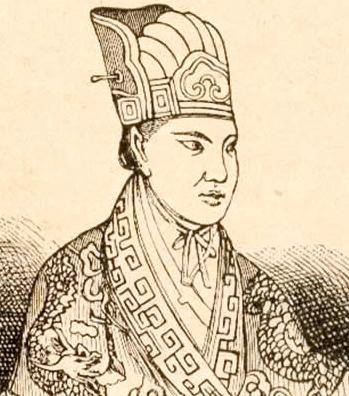
Hong Xiuquan

Hong Xiuquan (洪秀全, Wade-Giles: Hung Hsiu-ch'üan; nacido como Hong Renkun 洪仁坤, nombre de cortesano: Huoxiu 火秀) nació el 1 de enero de 1814 en la provincia de Guangdong, al sur de China, y pertenecía a una pobre familia de granjeros de la etnia hakka. Fue un estudiante ejemplar, pero cuando se iba a preparar para el examen imperial en 1836, que era la única forma de admisión en la administración y el ejército imperiales, no pudo pasar las pruebas, fallándolas una y otra vez de manera sucesiva; en ese período conoció a un misionero cristiano que dictaba charlas acerca de varios tratados religiosos. Aparte del nestorianismo medieval, el cristianismo católico ya estaba presente de manera tímida en China desde hacía varios siglos con la Misión jesuita en China, sin embargo durante el siglo XIX se acrecentó con la llegada de misioneros protestantes que buscaban lograr adeptos entre el pueblo chino.
En 1837, al fallar nuevamente la prueba de admisión Xiuquan sufre de una crisis nerviosa; desde entonces tuvo visiones en las que un hombre viejo le decía que la gente ya no rendía culto a él y que estaban ofreciendo culto a los demonios; en otro trance en 1843, el mismo hombre nombró a Xiuquan como cazador de demonios. Xiuquan creyó que el hombre de las visiones era Shangdi, el Emperador Celestial, y que un hombre joven que le acompañaba en las visiones era Jesucristo, su Hermano Mayor. Consideró que era el segundo hijo, el Hermano Menor y que había sido enviado por el Emperador a la Tierra para erradicar a los demonios (manchués) y el culto al demonio (dinastía Qing), restableciendo así el Mandato del Cielo.
A partir de ese momento comienza a destruir sus estatuas y libros confucianistas e imperiales, debido a que según él la doctrina de Confucio había sido pervertida por los manchúes para tiranizar China. Esto fue considerado un sacrilegio al confucianismo y fue atacado por los seguidores de esta doctrina; por ende se retiró a Guangxi, donde conoció a Issachar Jacox Roberts, un ministro baptista estadounidense. Feng Yunshan y otros parientes fundaron una nueva secta iconoclasta llamada Los Adoradores de Shangdi (拜上帝會), y que tenía como misión destruir todos los íconos en la región de Guangdong.
Este movimiento comenzó a obtener mayor reconocimiento debido a la hambruna y la desidia que estaba sufriendo China en la década de 1840, y que estaba originando la formación de movimientos contrarios al imperio chino, quienes se encargaban de dar voz y defender a los más necesitados. Es así que el grupo de Los Adoradores del Emperador, al momento de destruir todos los símbolos manchués, identificaron al gobierno manchú como el demonio. Xiuquan tomaría pronto la idea de fundar un reino celestial en la Tierra y derrocar al régimen manchú para completar su labor.
No obstante, tomó en cuenta que para iniciar la rebelión debía atraer la atención del gobierno imperial chino contra la labor de Los Adoradores del Emperador. Predicó su palabra ante los mineros que extraían carbón en la Montaña Zijin, convirtiéndolos a su secta, ya que Xiuquan era un miembro de la etnia hakka al igual que ellos.
A finales de la década de 1840, reorganizó su secta en una organización militar; y con los bienes de todos los miembros (ya que la secta obligaba a todos a despojarse de los bienes terrenales) obtuvieron una reserva de armas. Pidió la confección de dos grandes espadas de tres chi (尺) de largo y espadas con un peso de nueve jin (斤), y que serían llamadas "Espadas que ejecutan el vicio" (斬妖劍), y que creía que serían las armas que destruirían el confucianismo en China. Posteriormente, Xiuquan fue atacado en 1850 por miembros gubernamentales imperiales, y esta oportunidad fue propicia para iniciar su nueva etapa en la lucha religiosa.

## El comienzo de la rebelión

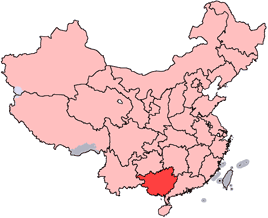
Mapa de la provincia de Guangxi (en rojo), lugar donde se inició la Rebelión Taiping.

Ahora que el gobierno imperial Qing observaba que Los Adoradores del Emperador ya no eran un grupo de manifestantes, sino que para la década de 1850 había alcanzado un nivel de guerrilla, Hong Xiuquan inició su primera revuelta el 11 de enero de 1851, en Jintian (actual ciudad de Guiping), al este de la provincia de Guangxi. Esta acción, conocida como el Levantamiento de Jintian, (金田起義) movilizó a una fuerza de diez mil hombres al mando de Xiuquan, que lograron someter a las fuerzas imperiales en dicha ciudad. Este movimiento desencadenó el inicio formal de la Rebelión Taiping (Taiping en chino significa "gran paz").
Poco después, en agosto de 1851, se proclama el Reino Celestial de la Gran Paz, y Xiuquan sería el líder absoluto con el título de Rey Celestial (天王). El principal objetivo de esta nación era ofrecer la paz y la prosperidad en China mediante un cambio no solo religioso, sino también administrativo, económico y militar.

## El Reino Celestial de la Gran Paz

### Política y gobierno

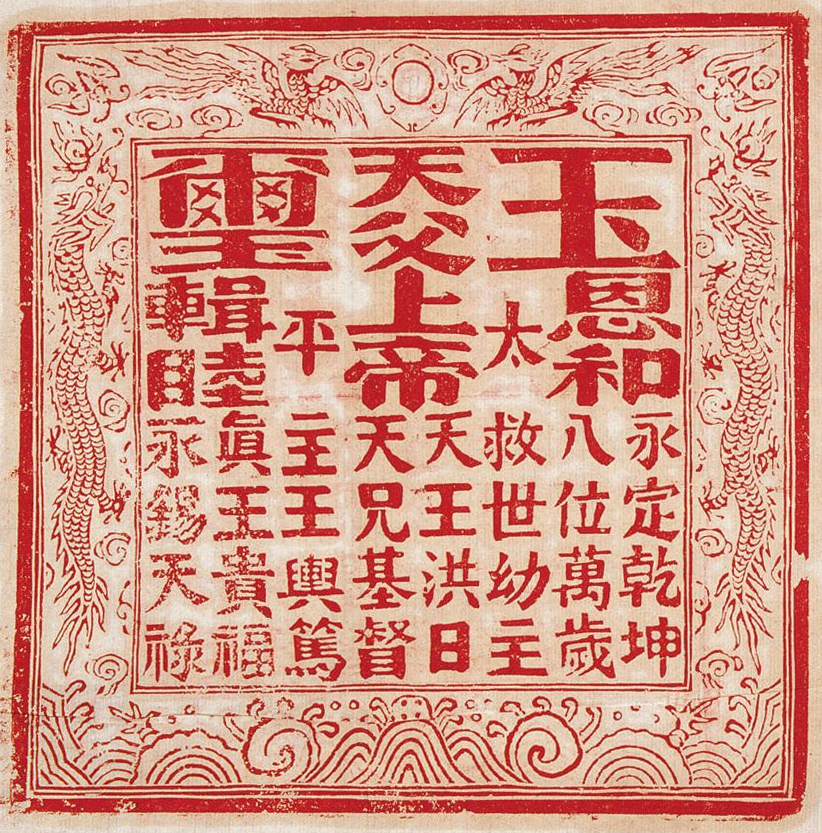
Sello del Rey Celestial

La mayor autoridad del reino era el Rey Celestial, cargo que ostentó Hong Xiuquan desde 1851. No obstante, el territorio fue repartido entre varios gobernantes que recibieron los títulos de reyes o príncipes, todos ellos miembros cercanos o familiares del Rey Celestial. Los primeros miembros fueron cinco reyes asignados de la siguiente manera:
- Rey del Sur (南王): Asignado a Feng Yunshan (馮雲山); amigo íntimo de Xiuquan y miembro fundador de Los Adoradores del Emperador. En mayo de 1852, cuando marchaba a la ciudad de Quanzhou, en la provincia de Fujian, un francotirador imperial Qing lo hirió y murió al mes siguiente.
- Rey del Este (東王): Asignado a Yang Xiuqing (楊秀清); antiguo vendedor de leña, se unió a la secta en 1848 después de tener visiones divinas, y clamaba curar milagrosamente a los creyentes. Después del levantamiento de Jiantin fue convertido en comandante en jefe del ejército. La conquista de Nankín en 1853 y el retiro de Xiuquan hicieron nombrarlo primer ministro del Reino Celestial, y en uno de los miembros más poderosos de la rebelión. No obstante tuvo conflictos serios con Hong con respecto a las políticas religiosas contra el confucianismo y la iconoclastia, y fue asesinado por seguidores de Hong en septiembre de 1856, iniciando una purga contra los seguidores de Yang y debilitando la rebelión.
- Rey del Oeste (西王): Asignado a Xiao Chaogu (蕭朝貴); hermano de armas[4] de Xiuquan, murió en el sitio de Changsha en 1852.
- Rey del Norte (北王): Asignado a Wei Changhui (韋昌輝); se unió a la secta, y su familia dio albergue al grupo de Los Adoradores de Emperador en la ciudad de Jiantin. Aprovechó el asesinato del Rey del Este para apoderarse de sus territorios; no obstante también fue asesinado por seguidores del Rey Yi en 1856.
- Rey Yi (翼王): Asignado a Shi Dakai (石達開); uno de los líderes más capaces del reino, estaba opuesto con la pelea continua entre los seguidores de Xiuquan. Levantó un ejército de 100.000 hombres fuera de la capital del reino en 1857 y luchó vanamente por seis años en el centro de China contra el ejército imperial Qing, que lo superaba en número; finalmente en 1863 fue capturado por los Qing y ejecutado junto con su ejército.

Con la repentina muerte de los reyes, los nuevos líderes que los reemplazarían serían llamados "Príncipes":
- Príncipe Zhong (忠王): Asignado a Li Xiucheng (李秀成); fue un lealista al reino, general del ejército y tuvo varias victorias antes de ser nombrado Príncipe. Fue ejecutado en 1864 después de ser interrogado por el general del Imperio Qing Zeng Guofan.
- Príncipe Ying (英王): Asignado a Chen Yucheng (陳玉成); también fue general del ejército y demostró buenas habilidades tácticas en sofocar la disputa de los Reyes Taiping en 1856. También tuvo operaciones exitosas contra la ciudad de Nankín entre 1856 y 1858, que lo hicieron ganar el título de Príncipe en 1859. Con la ayuda de Li Xiucheng organizó un segundo sitio contra Nankín en 1860, y organizó una avanzada hacia el norte en 1861, pero la debilidad del ejército los forzó a retirarse. Después de dicha derrota fue traicionado y ejecutado por las fuerzas imperiales Qing en mayo de 1862.
- Príncipe Gan (干王): Asignado a Hong Rengan (洪仁玕); primo de Xiuquan, acaparó bastante poder dentro del reino y era considerado como "Primer Ministro del Reino". Cuando Xiuquan estableció Nankín como capital del reino, nombró a Rengan para que lo asistiera en su gobierno, ya que existía una disputa interna dentro del reino entre seguidores religiosos y generales del ejército, lo que había causado la muerte de 20.000 personas. Su poder solo era superado por Xiuquan y su grado de educación era más elevado que el resto de los líderes, ya que no se había adherido a la causa al inicio de la rebelión, había logrado contactos con las potencias occidentales y propugnaba por una centralización y occidentalización del reino. Estas ideas lo han hecho considerar como el primer nacionalista chino y son mencionadas en escritos del Kuomintang y del Partido Comunista de China. No obstante estas reformas no fueron implementadas y no poseía un poder militar como el del Príncipe Zhong. En una misión que pretendía retomar el área del curso alto del río Yangtsé, se negó a seguir las órdenes de su primo y se retiró a Nankín. Esto fue aprovechado por las fuerzas Qing para ejercer un sitio sobre la ciudad y provocar el colapso de la rebelión y la muerte de Xiuquan en 1864. Rengan y otros líderes de la rebelión huyeron de Nankín y sirvió como regente de Hong Tianguifu, hijo de Xiuquan y nuevo Rey Celestial. No obstante en el mismo año fueron capturados y sentenciados a muerte; Rengan fue el único príncipe que mantenía su lealtad a la rebelión y no se retractó.
- Príncipe Fu (福王): Asignado a Hong Renda (洪仁達); segundo hermano mayor de Xiuquan, ejecutado en 1864 por el Imperio Qing.
- Príncipe An (安王): Asignado a Hong Renfa (洪仁發); hermano mayor de Xiuquan.
- Príncipe Yong (勇王): Asignado a Hong Rengui (洪仁貴).
- Príncipe Fu (福王): Asignado a Hong Renfu (洪仁富).
- Tian Gui o Tien Kuei (田貴): Ejecutado en 1864.

En los territorios controlados, el Reino Celestial estableció un régimen teocrático y altamente militarizado. Se hicieron cambios radicales en la forma de vivir de las personas de la región:
1. La base de estudio para los exámenes imperiales para los oficiales cambiaría de los preceptos confucionistas a los shenistas.
2. La propiedad privada sería abolida y todo terreno era propiedad y distribuido por el reino.
3. Se estableció un calendario solar que reemplazó al calendario lunar clásico.
4. No existiría una sociedad por clases y los sexos fueron declarados iguales. Fue el primer régimen chino en admitir a las mujeres para el examen imperial.
5. Se promovió la monogamia y se prohibió la poligamia y el concubinato.
6. Se prohibió el vendado de pies, que era una costumbre muy difundida en China.
7. Se prohibió además el consumo de opio, los juegos de azar, el tabaco, el alcohol, la esclavitud y la prostitución.

La aplicación real de estas leyes no se llevó a cabo, a pesar de las medidas brutales para imponerlas, ya que el gobierno se centró de manera total en la administración y la manutención del ejército, dejando la administración civil en condiciones precarias. A duras penas estas leyes fueron establecidas en las ciudades más pobladas, pero en las zonas rurales no había control. A pesar de que la poligamia estaba prohibida, Hong Xiuquan tenía 88 concubinas. Igual ocurrió con los oficiales de mayor rango, que mantenían concubinas y vivían como reyes de facto.

#### Ley agraria
Promulgaron una ley agraria muy radical que decía:

Toda tierra bajo el Cielo será cultivada en común por el pueblo bajo el Cielo... La tierra será cultivada por todos, el arroz comido por todos, los vestidos llevados por todos, el dinero gastado por todos. No habrá más desigualdades y nadie estará sin alimento ni combustible.

En aplicación de la ley, «las cosechas debían ser almacenadas en graneros comunitarios ("graneros celestes")» y, por otro lado, «la producción artesanal estaba asegurada por batallones "celestes" de artesanos del Estado».

### Religión
El Reino Celestial de la Gran Paz era shenista, se veían a sí mismos como los restauradores de la fe china original, sirviéndose del cristianismo como base para llevarlo a cabo, ya que el Mandato del Cielo taoísta y la Parusía cristiana representaban el restablecimiento del bienestar en China, que a ojos del Reino había sido destruido por los manchués. Aunque Xiuquan desarrolló una interpretación literaria de la Biblia y la moldeó a su forma. Rechazaba la doctrina de la Trinidad y designaba que el Padre, el Emperador, era el Dios verdadero. Jesucristo era el primer Hijo del Padre, mientras que el propio Xiuquan era el segundo Hijo del Padre. El Espíritu Santo para Xiuquan, no era más que un "Santo Viento" (se cree que esto se debió a la pobre traducción al chino de los misioneros cristianos); de hecho, Yang Xiuqing asumió el título de "Santo Viento Consolador".
Sobre la base de sus lecturas y revelaciones personales, Xiuquan añadió un tercer grupo de libros (en adición al Antiguo Testamento y Nuevo Testamento) en la Biblia del régimen Taiping.

### El Ejército del Amor
La principal fortaleza de la rebelión era el ejército, que se caracterizaba por un alto nivel de disciplina y fanatismo. Los miembros del ejército vestían un uniforme de chaqueta roja y pantalón azul y tenían un cabello largo — en el idioma chino eran conocidos como Chángmáo (長毛, literalmente "cabello largo"). Este ejército se distinguía además por la gran cantidad de mujeres que servían en él, algo que no era nada común en los ejércitos del siglo XIX.
El combate que realizaban era extremadamente brutal y sangriento, con poca artillería pero con grandes fuerzas equipadas con armas pequeñas. En 1856, los miembros del ejército llegaban al millón. La estrategia de conquista se basaba en la toma de las grandes ciudades, consolidación del control de las ciudades y luego marchaban a las afueras para combatir con las fuerzas imperiales. No existen cifras oficiales acerca de la cantidad exacta de las fuerzas en su clímax, pero se supone que oscilaba entre 2,5 y 3 millones de soldados en 1860.
Existía una organización descrita del siguiente modo:
- 1 general
- 5 coroneles
- 25 capitanes
- 125 tenientes
- 500 sargentos
- 2500 cabos
- 10 000 soldados rasos

Estos miembros fueron puestos en ejércitos de varios tamaños. En adición a las fuerzas principales organizadoras mencionadas anteriormente, existían decenas de miles (posiblemente cientos de miles) de grupos pro-rebeldes que combatían dentro del ejército o como irregulares.